# 君と世界が終わる日に
『君と世界が終わる日に』（きみとせかいがおわるひに）は、日本テレビとHuluによる共同制作のドラマ。主演は、本作品が日本テレビ系列の連続ドラマ初主演となる竹内涼真。略称は「きみセカ」や「キミセカ」。
ドラマシリーズの単位は「season」（シーズン）と呼称している。本項での「S」はseasonを表し、「-」以降の数字は話数を表す。

## 概要
2021年1月17日から3月21日まで毎週日曜22時30分 - 23時25分にSeason1が日本テレビ系列『日曜ドラマ』にて放送された。
Season2は同年3月21日から4月25日に、Season3は2022年2月25日から4月1日にかけてHuluで配信された。
Season3の配信に伴い、2022年2月25日の金曜 21:00 - 22:54に『金曜ロードショー』枠で特別編が放送され、Season4の配信に伴い、2023年3月19日に日本テレビ系『日曜ドラマ』枠にて完全新作1時間スペシャルが放送された。
2022年12月15日、HuluでのSeason4の独占配信（2023年3月19日より）と、Huluオリジナルドラマとしては初となる映画化が発表された。映画『劇場版 君と世界が終わる日に FINAL』は2024年1月26日に公開された。そしてSeason4の最終話にて告知されたSeason5は映画で描かれなかったもう一つのタワーが舞台となった物語が2024年2月9日にHulu独占配信された。映画とSeason5にて約3年続いた物語は完結した。2024年に公開された映画とHulu独占配信のSeason5は同じ時系列で描かれており、この二つの物語で約3年続いた「君と世界が終わる日に」は完結した。
地上波ゴールデンタイム初のゾンビアクションドラマ。日本テレビと動画配信サービスHuluの共同制作ドラマとしてSeason1（全10話）が2021年1月より日本テレビ系列の地上波で放送された後、Season2（全6話）が3月よりHuluで配信された。Season2の最終話にてSeason3の制作が発表された。Season3の最終話にて続編を匂わすような結末で終わり、同年Season4と地上波スペシャルドラマ、映画化が発表された。そしてSeason4の最終話にてSeason5の制作が発表された。

## プロモーション
2020年12月1日時点では、大半が塗り潰されたニュース原稿を各所の火災から煙が上がる光景に被せた不穏なティザービジュアルが解禁されていたが、内容がゾンビアクションドラマであることはまだ伏せられていた。2021年1月8日には制作発表会見がリモートで開催され、竹内ら主要俳優陣が登壇した。

## あらすじ

### Season1
自動車整備工の青年間宮響は、高校時代から交際して現在同棲中の研修医である恋人・小笠原来美にプロポーズしようと準備していた。そんなある日、バイクで移動中にトンネル崩落事故に巻き込まれてしまう。
4日後、崩落したトンネルから響が脱出すると、外の世界は一変しており、交通網は崩壊して無人の街には血痕が残され、ラジオからは緊急避難指示が繰り返し流れていた。『生ける屍』が徘徊する中で、消防署で事情を聴いた響は、避難所となっている高校へ向かう。
唯一取り残され、三浦半島全域が警戒区域として封鎖されたことに気付いた響は、絶望的な状況の中で来美を探し始める。

### Season2
響たちは絶望的な状況を乗り切り、この世界で唯一安全と思われる場所、シェルター「希望の家」に到達する。そこには、様々な問題を包含しつつも高度な生活水準を維持するコミュニティがあった。

### 特別編
Season2より3か月後。響は「希望の家」と決別して来美の行方を追い、再会のときに投与するつもりでゴーレムウイルスの治療薬を探す。ゴーレムとの激戦と逃避行に明け暮れる中、治療薬が存在する可能性のある整命大学病院へ向かう。
そこには医師、看護師、患者と、たまたま隣の研究所から備品を借りにきた職員たちが生存していた。備蓄されていた物資が底をつきつつある中、響は生き残るためにはバリケードの外へ出て戦い、治療薬を入手する必要を話す。

### Season3
響は謎の殺戮集団「X」に来美がいると信じ、富士山の見える山間部へ「X」の痕跡を追ってきた。そこへ突如、銃で武装した宗教団体「光の紋章」が現れる。
そこでは教祖であるワンティーティが、自らゴーレムに噛まれても感染しない様子を見せ、「神」の加護だとして狂信的な信者たちをまとめ上げていた。
教団と対峙する中、響はかつての仲間たちとの再会を果たすと、来美を救うために否応なく教団の暗部と向き合い、「X」との戦いに身を投じていく。

### 入門編
行方不明の恋人・来美を探す旅を続けている響と結月が途中で出会ったのは、単独でゴーレムを狩りながら世界を旅するエースだったが、彼はただの元ゲームオタクであり、独自のルールをもとに危険は冒さず、他人と群れることもなく、なんとか生き延びているだけの男だった。ゴーレムに襲われるレイナと遭遇してもエースは何もできず、ただ遭遇した響たちが救うのを見ているだけだった。
旅を続ける4人は、＜一ノ瀬リゾート＞という施設で暮らすコミュニティと出会う。この施設の経営者でリーダーである一ノ瀬稜は、響たちを快く迎え入れ、仲間に加えてくれるという。しかし、響は見ず知らずの自分たちを簡単に受け入れる一ノ瀬たちを信用しきれずにいた。そんな中、エースはオンラインゲームの世界で想いを寄せていたローズと対面を果たし、つかの間の幸せを感じていた。そんな時、このコミュニティの“ある秘密”が明らかになる。

### Season4
シーズン3より、さらに20か月後。いまだに娘・ミライとの再会を果たせない響は、娘の居場所と思われる「ユートピア」の存在を知ると、新たに遭遇した刑務所でのコミュニティの過酷な日常の中、ユートピアの情報を求めて奔走する。響は以前とは違い、ミライに会うためには殺人も平気で行うようになっていた。

## キャスト（Season1）
主要人物 / 間宮家 / 放浪グループ / 横須賀駐屯地グループ / 刀集団 / 猿ノ島

### 主要人物
間宮 響（）〈26〉
演 - 竹内涼真（16年前 - 小林未来）
主人公。自動車整備工の青年。
自称「忍耐強く諦めの悪い男」で、どんなに危機的な状況でも困っている人を見過ごさず助けようとするが、そういった性格から現実的な等々力とは衝突することが多かった。料理が得意で、有り合わせの食材で本格的な手料理を簡単に拵えてしまう。職能を生かし、車やある程度の機械ならば、その場で修復してしまう。また、高校時代に弓道部に所属し、ゴーレムの撃退に弓矢を使う。
16年前、母を病気で亡くした直後、父が失踪して周囲からは父に捨てられたと言われるが、父が言い残した「必ず帰ってくる」という言葉を信じ、今でも父の帰りを待っている。
医療品の入手のために侵入した横須賀駐屯地の敷地内で来美を目撃し、等々力に連れ去られる来美を追跡して、暗闇の通路内で一度は接触に成功するが、首藤に指示された自衛官たちに襲撃され監禁されてしまう。その後、佳奈恵とミンジュンに救出されるも再び来美を探すために駐屯地内を彷徨い、亡くなったはずの母・琴子がゴーレム化しているのを目撃し、彼女の拘束を解き、それが切っ掛けでミンジュンが琴子に噛まれることになる。
ミンジュンがゴーレムとなった響の母・琴子に噛まれゴーレム化し、彼の頭をナイフで刺して介錯することになるが、その遠因を作り出した駐屯地の女性の話を甲本や佳奈恵から聞かされ、その女性が来美とは知らずにミンジュンの仇討のために復讐を誓う（S1-7）。
猿ノ島の調査に来たグループの中にミンジュンの仇と思われる女性がいたことから矢で撃ち抜くが、その女性が実は来美であったことを確認し、桑田に呼び掛けて駐屯地での救命措置を願い出る。その後、首藤に自衛隊が操られていたことを知り猿ノ島に逃亡した桑田から来美が無事である報告を受け泣き崩れる（S1-8・S1-9）。
シェルター「希望の家」に向かおうとする放浪グループの護送を桑田に託し、無線を使いグループに別れを告げ駐屯地に赴く。駐屯地では首藤に脅された来美の持つナイフにわざと刺された後、スプリンクラーで血液を浴びせられゴーレムに襲われる絶体絶命の危機に陥るが、等々力に交渉された刀軍団の坪井たちや、桑田、佳奈恵、甲本らの救援により危機を脱する。その後、妻の遺体を抱え逃亡する首藤を追跡し、ゴーレム化し始めた首藤に襲われるが、ピストルで首藤に止めを刺し、来美を奪還し2人で猿ノ島へ生還する（S1-最終話）。
その後、来美と2人で「希望の家」に移ったが、ゴーレムウイルスに感染し記憶を失くした来美を救うために、薬があるとされる福島へ単独で向かう（S2）。
小笠原 来美（）〈26〉
演 - 中条あやみ
研修2年目の研修医。響と同棲している。高校時代、響とは共に弓道部に所属していた。
首藤による血液検査で、ゴーレムウイルスに抵抗する完璧な抗体を作ることが出来る100万人に1人の特殊な抵抗遺伝子を持つことが判明する。
等々力から響は死んだと聞かされ放心状態となり、負傷搬送されてきた自衛官の検診が散漫だったため、見落とした自衛官がゴーレムになり、襲われた愛奈がゴーレム化したことを首藤に責められ、責任感から抗体を採取する人体サンプルになることを申し出る。
ゴーレム化した愛奈がテロリストの男に首元を刺され殺されたと彼の兄・勝利から聞かされ、そのテロリストとされる男が響とは知らず愛奈の仇討のために復讐を誓う（S1-6）。
避難者の移転先として猿ノ島に調査に向かった等々力が戻って来ないことから桑田たちと猿ノ島に渡り捜索に当たっていた際、ミンジュンの仇の女性として正体を知らない響に矢を放たれ負傷するが、駐屯地に搬送されジアンに緊急手術を施され、驚異的な回復力で一命を取り留める（S1-8・S1-9）。
駐屯地に来美を奪還しに来た響を駐屯地の人間を殺害すると首藤に脅され仕方なくナイフで攻撃していたことが明らかとなり、響から昔の来美と変わっていないと判断されると首藤からスプリンクラーで血液を浴びせられ、ゴーレムに襲われる絶体絶命の危機に陥るが、等々力に交渉された刀軍団の坪井たちや、桑田、佳奈恵、甲本らの救援により危機を脱する。その後、妻の遺体を抱え逃亡する首藤を追跡し、ゴーレム化し始めた首藤に襲われるが、響がピストルで首藤に止めを刺し、響と共に猿ノ島へ生還する（S1-最終話）。
その後、ゴーレムウイルスに感染していることが発覚し、突如全ての記憶を失う。シェルター「希望の家」に移り、記憶を取り戻すため奔走するが、菜々子のお産に立ち会った際に医師としての感覚だけは取り戻す。そして響のことを思い出さないまま、自らを傍で支える秋吉に想いを抱き始める（S2）。

### 間宮家
間宮 拓郎（）
演 - 小市慢太郎
響の父。製薬会社の研究員。16年前、響の母が病死した直後「必ず帰ってくる」という言葉を言い残し失踪している。響が高校生のころ、富士山麓で遺留品が見つかったが依然として消息不明の状態（S1-5・S1-6）。
シェルター「希望の家」で生存しており、シェルターでは医師として住人たちと関わりを持つ（S2-2）。
間宮 琴子（）
演 - 臼田あさ美
響の母。16年前、首藤が主治医を務める病院で病死したはずが、横須賀駐屯地の首藤のラボにゴーレム化した状態で檻の中に閉じ込められていた。後に彼女の死が病死ではなく、首藤に遺伝子治療の違法な治験でウイルスベクターを投与されたことによるものであったことが御前崎により明かされる（S1-6・S1-7）。
駐屯地に響を連れ戻しに来たミンジュンにより頭をナイフで刺され絶命する（S1-7）。

### 放浪グループ
崩壊したトンネルから脱出した響が避難場所までの移動を共にする生存者たち。
等々力 比呂（）〈26〉
演 - 笠松将
警察官。機動捜査隊所属。階級は巡査部長。
響と来美の高校時代の同級生で、共に弓道部に所属していた。本郷の部下。
目的のためには時に冷徹な判断を下す必要もあると考える、現実主義者。響とは過去の蟠りがある様子だが、実は来美に密かに想いを抱いていた。
ショッピングモールから逃走する際、負傷した隊員を搬送する自衛隊の一団を目撃し、上司の本郷を射殺された報復で矢を放ち撃ち殺し、放浪グループがテロリストと誤認される切っ掛けを作る。放浪グループで意見の対立する響と自分のどちらについていくかを問いかけたところ、全員が響に追随したため、孤立してしまう。その後、横須賀駐屯地に引き返し自衛官になりすまし来美に接触し、この駐屯地はおかしいので抜け出そうと誘うが、来美から響の消息を尋ねられると響は死んでしまったとウソをつく（S1-5）。
駐屯地に侵入した不審者として自衛隊に拘束されていたが、来美が響の生存を知ると面倒なことになるため、首藤から半ば強制的に来美を監視する役目を言い渡される（S1-7）。
ワクチンの生成に人体実験をする来美を安全な場所に隔離しようと猿ノ島へ渡り島を明け渡すことを要求しようとするが、刀軍団のハルに上陸時に発見され身柄を拘束されてしまい、桑田たちが猿ノ島へ捜索に渡ってくる切っ掛けを作る（S1-8）。
刀軍団の坪井に現在の駐屯地はゴーレムだけで自衛隊員がいないことから武器などが調達できると持ち掛け、駐屯地に来美を奪還に向かった響がゴーレムに襲われていた危機的状況から救援し、彼らと共に猿ノ島に帰還する（S1-最終話）。
柊木 佳奈恵（）〈21〉
演 - 飯豊まりえ
近隣の大学に通う大学3年生。人に心を閉ざすところがあったが、ゴーレムたちから逃げ延びるため放浪グループでともに協力し合う生活を送ったことで心を開くようになり、特に危険を顧みず放浪グループのために全力を尽くす響を信頼し、響に好意を抱くようになる。
志願してミンジュンと駐屯地に取り残された響の救出に向かうが、テロリストと誤認した来美がミンジュンの右太腿をナイフで刺したことが切っ掛けでゴーレム化してしまったため、猿ノ島に帰還後、甲本や響にその女性のせいでミンジュンがゴーレム化したと告げ、響が恋人の来美と知らずミンジュンの仇討の相手とみなす原因を作る（S1-7）。
シェルター「希望の家」に渡ることを中止し、来美を奪還するために駐屯地に向かった響の後を追い、等々力や刀集団の坪井たちとゴーレムに襲われていた響と来美を救出し、彼らと猿ノ島に帰還する（S1-最終話）。
本郷 大樹（）〈35〉
演 - 大谷亮平
警察官。等々力の上司で機動捜査隊所属。階級は警部補。
市民の安全を守る警官として職務を全うしようとする正義漢。避難場所とされていた横須賀駐屯地のゲート前に到着するが、自衛隊から左胸を狙撃され死亡する（S1-2）。
宇和島 雅臣（）〈68〉
演 - 笹野高史
小さな文学賞の受賞経験がある小説家。右前腕をゴーレムに噛まれ徐々にゴーレム化が進行したため、両手を等々力に拘束されて見捨てられそうになり、響が責任をもって保護し一緒に避難することを主張するが、一時避難していた建物をゴーレムの集団に襲撃された際に外側からゲートを施錠して残りの生存者を逃がし、自身はゴーレムに襲われ死亡する（S1-2）。
甲本 洋平（）〈46〉
演 - マキタスポーツ
引越し業者の中間管理職。普段は上司としてミンジュンに威張った態度を取っているが、響を助けるためにゴーレム化した響の母・琴子にミンジュンが噛まれてしまった際は、彼のことを心から心配し、遠因を作った響を責め立てる（S1-7）。
自身は多数派で動くという理由でシェルター「希望の家」に渡ることを中止し、来美を奪還するために駐屯地に向かった響の後を追い、等々力や刀集団の坪井たちとゴーレムに襲われていた響と来美を救出し、彼らと共に猿ノ島に帰還する（S1-最終話）。
三原 紹子（）〈40〉
演 - 安藤玉恵
介護士。結月の母。
1年前にDVが原因で離婚した狛江が封鎖区域の外から追いかけてきたため怯えるが、結月が母を守るためにゴーレムに襲わせ殺そうとしたので、娘の罪を被り、自分が狛江をゴーレムに襲わせ殺そうとしたとウソをつく（S1-5）。
娘の結月の喘息の薬が確保されているであろうことから倉浜港に寄港した船舶に乗船し、シェルター「希望の家」へ結月とともに移動し、放浪グループと別れを告げる（S1-最終話）。
三原 結月（）〈10〉
演 - 横溝菜帆
小学5年生。紹子の娘。喘息の持病があり、定期的に薬を摂取する必要がある。
母にDVを働いていた狛江を憎んでおり、母を守るため狛江に遊ぼうと血の付いた船に誘き出し、ゴーレムに襲わせ殺そうとした。父親を殺す凶行を響たちに咎められるが、これまで生き延びるために響たちがやってきたことと同じで何がいけないのかと反論され、誰も言い返すことができず全員が口を閉ざしてしまう（S1-5）。
持病の喘息の薬が確保されているであろうことから倉浜港に寄港した船舶に乗船し、シェルター「希望の家」へ母の紹子とともに移動し、放浪グループと別れを告げる（S1-最終話）。
吾妻 伸二（）〈36〉
演 - 鈴之助
バイク便ライダー。避難の途中でゴーレム化して結月を襲撃しようとしたため、響が放った矢で頭を撃ち抜かれる（S1-1）。
ユン・ミンジュン〈24〉
演 - キム・ジェヒョン
韓国人の青年。ジアンの弟。引っ越し屋のアルバイトで、甲本の部下。テコンドーが特技。
医療品を探しに来た病院でジアンと再会するが、首藤の研究に邪魔な存在として姉と対立することになる（S1-6）。
日本で初めてできた友人である響を救出するため再度駐屯地に侵入するが、その際テロリストと見做した来美からナイフで右太腿を刺される。負傷したため逃走するが、足から滴る血に誘い出されたゴーレム化した響の母・琴子が佳奈恵を襲ってきたため琴子の頭をナイフで刺して殺し、相討ちで左手首を噛まれてしまう。猿ノ島に帰還後、響に彼の母・琴子を殺してしまったことを懺悔する。響がジアンの協力で駐屯地から桑田一尉に腹部を銃撃されながらもゴーレムウイルスの治療薬を入手して投与されるが、不完全な治療薬であったためゴーレム化を止めることが出来ず、最後は響に介錯され頭をナイフで刺されて息を引き取る（S1-7）。
狛江 聡（）
演 - 長谷川朝晴（S1-5）
記者。三原紹子の元夫。封鎖区域の外から妻子を探すため封鎖区域に侵入してきた。
ゴーレムに囲まれていたところを結月の喘息の薬を探していた響たちに発見、救出され、放浪グループに合流し紹子、結月と再会する。紹子とはDVが原因で1年前に離婚しており、執着心から紹子、結月の行方を捜していた。ゴーレムから守ってくれた響になびいていると誤解し紹子に暴力をふるったので、母を守るため結月が狛江に遊ぼうと血の付いた船に誘い出し、ゴーレムに噛まれる。響たちと封鎖区域外に脱出することを望んでいたが、ゴーレムへの変化が始まっており、響は放浪グループには「ゴーレムになってしまった」とだけ触れたが、避難していた船内で響によって首を絞められ息の根を止められている（S1-5）。
小池（）
演 - 井上依吏子（S1-5）
狛江と共に封鎖区域の外から封鎖区域内の様子を取材するために侵入してきた記者。ゴーレムに囲まれていたところを響たちに救出されるが、程なく再びゴーレムに襲われて死亡（S1-5）。

### 横須賀駐屯地グループ
避難場所の一つとなった自衛隊横須賀駐屯地を拠点とする生存者たち。
首藤 公貴（）〈46〉
演 - 滝藤賢一
日韓新興感染症対策機構の研究者。政府からの特命で横須賀駐屯地に医療班のトップとして駐留している。
冷静沈着であり、また研究者としての頭脳も明晰でありながら、不安にかられパニックを起こした住民たちを言葉巧みに沈静化するなど、人心の掌握にも長ける。
16年前、響の母が入院していた病院の主治医であったが、その正体は遺伝子治療のためにゴーレムウイルスを開発した張本人であった。
来美が等々力から響は死んだと聞かされ放心状態となり、負傷搬送されてきた自衛官の検診が散漫だったため、見落とした自衛官がゴーレムとなり愛奈を襲いゴーレム化してしまったことを責めたて、来美が抗体を採取する人体サンプルに申し出る状況に誘導する（S1-5）。
冷凍保存装置にはワクチンではなく不治の病に侵され亡くなった妻の遺体が冷凍保存されており、妻を救うためにゴーレムウイルスを研究し、来美の抵抗遺伝子をウイルスベクターにのせてゴーレムウイルスと一緒に投与することで完全な姿で蘇生させる目途が立っていたが、響が駐屯地に侵入した際に電源を遮断して装置が機能を停止し、妻の完全な蘇生ができなくなったため響への復讐を誓う。そのため駐屯地の人間を殺害すると来美を脅し、彼女に響をナイフで刺させたうえ、スプリンクラーから血液を噴射し、ゴーレムに襲わせて響を殺害しようとするが、等々力に交渉された刀軍団の坪井たちや、桑田、佳奈恵、甲本らが救出に現れたことで響の殺害計画は失敗に終わる。妻の遺体を抱え響たちの追撃から逃れるがその最中に駐屯地を徘徊するゴーレムと化した沢に噛まれてしまいゴーレム化し、最後に響に襲い掛かろうとしたところを響の銃弾で止めを刺される（S1-最終話）。
牛込 浩二郎（）〈55〉
演 - 神保悟志
自衛官。一等陸佐。横須賀駐屯地・自衛隊のトップ。ワクチン開発を理由に指揮系統に横槍を入れる首藤のことを疎ましく思う。
日増しに環境が悪化する駐屯地から避難者全員を輸送し、自衛隊を撤退させることを幹部たちに主張するが、ワクチン開発の件で首藤に半ば洗脳されてしまった幹部たちから反対されてしまう。その後、駐屯地内で謎の失踪を遂げ、地下通路の奥にあった施設内でゴーレム化した姿で等々力に発見される（S1-6）。
桑田 陸斗（）〈28〉
演 - 浅香航大
自衛官。一等陸尉。横須賀駐屯地・中隊長。部隊を指揮し、89式5.56mm小銃や9mm拳銃といった自衛隊装備を使いこなし、敵対勢力との駆け引きにも長ける。
職務に忠実であるが、首藤がテロリストという共通の敵を作り、皆の不安を煽っているのではないかと疑問を抱くようになる（S1-7）。
避難者の移転先として猿ヶ島に調査に渡った等々力が帰還しないため彼の捜索に猿ヶ島に渡り、そこで佳奈恵たちと対話をしたことで首藤が響たちをテロリストであると虚偽の報告をして自衛隊を操っていたことを確信するが、桑田が仲間への復讐の邪魔になると考えた沢が首藤へ密告し規律違反の造反者扱いをされたことから駐屯地から逃走、響たち猿ヶ島へ渡った放浪グループの側につく（S1-9）。
響に託され、猿ヶ島へ渡った放浪グループをシェルター「希望の家」が倉浜港に準備した船舶に搭乗できるように護送する役目を果たし、自身は受け入れてくれた放浪グループに恩義を感じていたことから「希望の家」に渡ることを中止し、来美を奪還するために駐屯地に向かった響の後を追い、等々力や刀集団の坪井たちとゴーレムに襲われていた響と来美を救出し、彼らと共に猿ヶ島に帰還する（S1-最終話）。
沢 健太郎（） 〈25〉
演 - 堀家一希
自衛官。三等陸尉。桑田の部下。
海野を等々力に矢で殺されたことから、テロリストと見なした刀集団や放浪グループの生存者たちを憎悪し隊の命令を無視して復讐しようとしている。また、ゴーレムウイルスを治療するワクチンを開発する首藤を盲信し、洗脳状態に陥っている。
首藤が響たちをテロリストと虚偽の報告をして自衛隊を操っていたと桑田から説得されるも、仲間の海野を殺害した相手には変わりがないからと後には引けないと考え、首藤に桑田が規律違反をしていると密告し、桑田の動きを封じようとする（S1-9）。
首藤を盲信し彼の指示に従っていたが、駐屯地で確保した響を首藤のいる場所に引き連れてきた後、首藤に銃殺される。その後、ゴーレム化して駐屯地を徘徊していたところ、妻の遺体を抱きかかえて響たちの追撃から逃亡する首藤に噛みつき、彼をゴーレム化させる（S1-最終話）。
海野 航（）〈18〉
演 - 坪根悠仁
新人自衛官。二等陸士。ショッピングモールのゴーレムからの抗体採取、刀集団の殲滅の任務に就くが、負傷したため仲間の自衛官に搬送されていたところを、上司の本郷を射殺された恨みを持つ等々力から復讐として、背後から矢を放たれ殺害される（S1-4）。
三角（）
演 - 金井勇太
自衛官。二等陸佐。警察官の本郷をテロリストと言った首藤の証言を信じ、本郷射殺の報告書を書き換えたが、その証拠となる映像を首藤が盗んでいたことから不審に思い首藤を問い詰めようとするが、首藤からコーヒーに毒を盛られて殺害される（S1-4）。
ユン・ジアン〈31〉
演 - 玄理
日韓新興感染症対策機構の研究者。ミンジュンの姉。横須賀駐屯地でワクチンの研究に尽力。冷静沈着。
弟のミンジュンが響の母・琴子に噛まれゴーレムになる恐れが出た際は響を巻き込み芝居を打ち、治験者から採取して作った治療薬を響に入手させ、ミンジュンを救おうとし、首藤に造反したことが発覚し独房に幽閉されてしまう（S1-7）。
ゴーレムウイルスのワクチン製造に必要な来美が響に矢で射抜かれ重傷を負い駐屯地に搬送されたことから、首藤の要請で来美の緊急手術を行い彼女の命を救い、首藤は冷凍保存装置にゴーレムウイルスに対抗するためのワクチンなどを保管しておらず、装置に保管していた別の何かを台無しにした響に首藤が復讐心を抱いていることを来美に伝える（S1-9）。
首藤から来美を奪還するために駐屯地に渡った響と、その響を加勢しようと後から駐屯地に渡った刀集団や放浪グループのメンバーに集団感染でゴーレムだらけとなった駐屯地から救出され猿ヶ島に渡り、亡くなったミンジュンの墓前で甲本からミンジュンの遺品である日没の空や自身の笑顔の写真が撮影されたスマートフォンを受け取り、涙ながらに弟の冥福を祈る（S1-最終話）。
葛島 俊（）〈26〉
演 - 八木拓海
日韓新興感染症対策機構の研究員。ジアンの部下。横須賀駐屯地で研究に尽力。
駐屯地内の避難者が首藤にワクチンと騙されゴーレムウイルスを投与されたことから集団感染が発生し、ジアンに助けを求めるがゴーレム化してしまう（S1-9）。
橘 勝利（）〈15〉
演 - 田中奏生
避難所で来美が出会った兄妹の兄。避難中にゴーレムの屍を轢き転倒したトラックから外に投げ出された際に鉄筋が右胸に突き刺さる重傷を負うが、ジアンと来美の緊急オペで一命を取り留める（S1-3）。
妹がゴーレム化したのは来美のせいだと彼女を責めるが、本当は父母にいつ会えるか尋ねる愛奈に苛立ってしまい、「一人で縄跳びでもしてろ」と言ったばかりに妹がゴーレムに襲われてしまったことが一番の原因であると悔やんでいたところ、医療品を入手するために駐屯地に侵入した響がナイフで愛奈の首元を刺して殺害したことから、響をテロリストと見做し響への復讐を誓う（S1-6・S1-7）。
移転先を調査に向かった等々力の捜索に猿ヶ島に渡った桑田たちの船舶に響に復讐するため忍び込み、動くものはゴーレムと思い狙撃することを桑田に教えられていたことから、猿ヶ島で遭遇した紹子の左腕を狙撃し、自身も佳奈恵に矢を射抜かれ左足を負傷する。誤って紹子を狙撃してしまったことに責任を感じるが、負傷した紹子が責めることなく自分を庇い続け食事まで与えてくれたことから反省し、敗血症に苦しむ紹子を救うため自らを人質として駐屯地の抗生剤と鎮痛剤と交換させることを提案する（S1-8・S1-9）。
慕っている自衛官の桑田たちがシェルター「希望の家」へ向かう船舶には乗船せずに駐屯地に響の加勢に向かったことから、自身も「希望の家」には移動せず、桑田たちと共に猿ヶ島に帰還する（S1-最終話）。
橘 愛奈（）〈8〉
演 - 新津ちせ
避難所で来美が出会った兄妹の妹。来美を母親のように慕う。
来美が等々力から響は死んだと聞かされ放心状態となり、負傷搬送されてきた自衛官の検診が散漫だったため、見落とした自衛官がゴーレムとなり襲撃されたため、ゴーレム化してしまう（S1-5）。
医療品を入手するために駐屯地に侵入した佳奈恵を襲ったため、響にナイフで首元を刺され絶命した（S1-6）。
首藤の妻
演 - 高田和加子
不治の病に侵され亡くなっており、冷凍保存装置で遺体が保存・維持されていたが響が駐屯地の電源を遮断したために装置が機能停止し遺体が損傷し、来美の抵抗遺伝子をウイルスベクターにのせてゴーレムウイルスと一緒に投与することで首藤が目指していた完全な姿での蘇生ができなくなってしまう。

### 刀集団
ゴーレムウイルスが蔓延する以前に感染した疑いで横須賀市内の研究所に隔離され、隠蔽のため避難指示後も閉じ込められていた集団。研究所から抜け出しショッピングモールに潜伏していたが、現在は猿ノ島に移動している。
坪井（）〈30〉
演 - 小久保寿人
武装でゴーレムを撃退しながらショッピングモールに潜伏している刀集団のリーダー格。佳奈恵を人質に取る（S1-3）。
地元の有力者の子息で周りから忖度されていたが、ゴーレムウイルスに感染した疑いで隔離されると、これまで忖度していた人たちから見捨てられ人間不信に陥る。一方でいつ裏切るか分からないとうそぶきつつも同じように隔離された人たちからは以前のように「坊ちゃん」と慕われたことから、リーダーシップを発揮し彼らを守っていた。しかし、自衛隊からテロリスト集団とみなされていたことで襲撃を受け、大半が殲滅されてしまう（S1-4）。
横須賀駐屯地へボートを使い海路で行きつこうとしたが難破・漂流し猿ノ島に辿り着いた響たち放浪グループよりも先に猿ノ島に到着しており、医療品の入手という共通の目的で利害が一致したため、放浪グループと共闘して横須賀駐屯地に海路で侵入するが、日暮れの撤収時間を過ぎても戻ってこない響を残して猿ノ島に引き返す（S1-6）。
等々力から現在の駐屯地はゴーレムだけで自衛隊員がいないことから武器などが調達できると持ち掛けられ、駐屯地に来美を奪還に向かった響がゴーレムに襲われていた危機的状況から救援し、彼らと共に猿ヶ島に帰還する（S1-最終話）。
ハル〈29〉
演 - 田中道子
刀集団のメンバー。人質に取った佳奈恵の束ねた後ろ髪を刀で切断し、「次は首をはねる」と響たちを脅迫する（S1-3）。
坪井を慕い彼と行動を共にすることから、駐屯地に渡り、響と来美がゴーレムに襲われていた危機的状況から救援し、彼らと共に猿ヶ島に帰還する（S1-最終話）。
ゴーレムによって首を咬まれゴーレム化する（S2-1）。
中越 美亜（）〈22〉
演 - 芳根京子
有名女優。響たちがショッピングモールまで辿り着いた際にナイフで襲いかかるが、ゴーレム化した彼氏が同施設内にいるために離れられず、仕方なく刀集団の命令に従って襲いかかったので仲間に入れてほしいと響たちに願い出る。しかし、その説明は響たちに近づいて内情を探るための嘘であり、坪井に人質に取られた佳奈恵と銃器を交換する場に結月を人質にして現れ、隠し持っていた銃器で佳奈恵を奪還しようとしていた響たちに銃器を差し出すよう要求する（S1-3）。
刀集団をテロリスト集団とみなしていた自衛隊がショッピングモールに突入するが、ゴーレム化した彼氏がいることは本当で、彼を見捨て自衛隊に投降することも逃げ出すこともできず、ゴーレム化した彼氏を抱き締め、彼氏に噛まれて自身もゴーレム化する道を選ぶ。彼氏と共に残ることを決意した直前に出会った響にゴーレムが火と熱に弱いことを教えている（S1-4）。
さくら
演 - 鈴木咲
刀集団に保護されている少女。刀集団から逃走を図る響が落とした来美への婚約指輪を拾い、後にその指輪を来美に渡したことで、来美は響が近くに居たことを知る（S1-4）。
筧（）
演 - 諏訪太朗
刀集団に保護されている高齢男性。負傷していた左足を来美に応急処置してもらう。ゴーレムウイルスに感染した疑いで隔離された集団の一員で避難指示後も閉じ込められ存在を隠蔽されようとしていたが、坪井がゴーレムの襲撃を防ぎながらショッピングモールへ避難させてくれたので、彼に感謝をしている（S1-4）。
坪井の主導のもと猿ノ島まで辿り着いたが、負傷した左足をさらに悪化させており、そのことが坪井が放浪グループと共闘し、横須賀駐屯地に医療品を入手するために侵入することを決意させる（S1-6）。

### 猿ノ島グループ
観光に使われていた無人島。
御前崎（）
演 - 宇野祥平
猿ノ島に刀集団が流れ着く以前から生活していた医師。猿ノ島に流れつき喘息で苦しむ結月に漢方を処方し治療にあたる。日韓新興感染症対策機構で首藤の部下だった研究者で、ゴーレムウイルスの研究に取り憑かれ常軌を逸した研究を進める首藤を危険視している（S1-6）。
ミンジュンと佳奈恵が駐屯地に取り残された響を救出するのに同行し、響を発見して鎮静剤を注射して猿ノ島に連れ帰り、響の母・琴子が首藤によって遺伝子治療の名目で違法な治験でウイルスベクターを投与されゴーレム化した最初の犠牲者であったことを告げる（S1-7）。
仲間をゴーレム化され復讐しようとする坪井に対し苦言を呈するも坪井に射殺されてしまう（S2-2）。

## キャスト（Season2）

### 希望の家グループ
ゴーレムウイルスが蔓延した終末世界で周波数73.4MHzのFM放送で生存者の緊急シェルターへの収容を呼びかけている。
秋吉 蓮（）
演 - 本郷奏多
元「秋吉リゾート」専務取締役。美佐子の息子。社長であった母親よりシェルターの責任者の立場を引き継いだ後には、若いながらもその責務を果たそうとする。
秋吉 美佐子（）
演 - 濱田マリ
「希望の家」のリーダー。元「秋吉リゾート」社長。蓮の母。理性的な人物であり、責任者として避難生活を規律あるものに維持している。ゴーレムに噛まれてしまい、響が安楽死の薬を持ち戻ってくるも間に合わずゴーレム化し、響に殺される（S2-2）。
野呂 翔平（）
演 - 吉沢悠
元避難民。最終話で謎の男の勢力への裏切りが発覚し秋吉によって眉間を撃たれ、即死。
辺見 茂（）
演 - 木村了
美沙子の元秘書。何者かにシェルターを襲われ、殺される。
津ノ森 菜々子（）
演 - 真魚
シェルターの住人。妊娠中にゴーレムに襲われて感染し、胎児の感染が危ぶまれる。胎児を産みたいと懇願し、来美がそれを受け入れる。胎児は無事産めたが、直後ゴーレム化が進んだため佳奈恵に殺される（S2-3）。
津ノ森 颯太（）
演 - 三浦獠太
菜々子の夫。何者かにシェルターを襲われ、殺される（S2-最終話）。

### その他
謎の男
演 - キム・ジェヒョン
ゴーレム化して響に介錯され亡くなったはずのミンジュンと瓜二つの男（S2-3）。

## キャスト（特別編）
五十嵐修一
演 - 小関裕太
亜希の恋人。病院の隣にある科学研究所で開発中の治療薬を手にいれるため、響・大城・中尾たちと研究所に向かう。
伊東亜希
演 - 長濱ねる
整命大学附属病院の看護師。五十嵐との子を身籠っていたが、何者かに階段から突き落とされる。数カ月ぶりに目覚め、閉じ込められていた病室から廊下に出るとゴーレムに襲われたが響たちに助けられ、生存者たちと合流する。ゴーレムに噛まれた小西を看病する。
寺井
演 - 夙川アトム
宗教団体「光の紋章」の信者。鈴を持ち歩く。倒れた亜希を病室に閉じ込め、献身的に看病をする。ゴーレムに襲われて応戦している亜希・結月たちを助ける。
香川琴江
演 - 小野ゆり子
整命大学附属病院の専務。五十嵐に好意を抱き、その恋人である亜希に嫉妬する。小西がゴーレムに噛まれたため、亜希・小西・結月たちと部屋に残る。しかし、ゴーレムに噛まれた小西を恐れ、取り巻きと共に部屋を出ようとする。
大城
演 - 松角洋平
整命大学附属病院に搬送されたヤクザ。ゴーレムに噛まれた小西を救うため、響たちと研究所に向かう。
小西
演 - 大津広次（きつね）
大城の舎弟。大城に付き添った病院で、ゴーレムウイルス感染爆発に巻き込まれる。ゴーレムに噛まれたことを告白する。
中尾
演 - 淡路幸誠（きつね）
大城の舎弟。大城に付き添った病院で、ゴーレムウイルス感染爆発に巻き込まれる。ゴーレムに噛まれた小西を救うため、響たちと研究所に向かう。

## キャスト（Season3）

### 光の紋章
ワンティーティ
演 - 玉山鉄二
新興宗教団体「光の紋章」の教祖。ゴーレムに噛まれても感染しない。普段は理性的で紳士的。
宮木 伊織（）
演 - 桜井日奈子
放浪していたところを「光の紋章」に助けられたカップルのうちの1人。詐欺師として警察に追われていたらしい。なぜか格闘、銃の扱いに長ける。
梶浦 哲夫（）
演 - 和田正人
伊織の恋人。
室田 シンジ（）
演 - 須賀健太
感染症を専門にした研究機関で働いていた元大学院生。
永瀬 克彦（）
演 - 大西武志
教祖の右腕。
長谷川 洋（）
演 - 店長松本
教団の武装リーダー。
井手 弘之（）
演 - 吉田ウーロン太
響たちを支えてくれる信者。
南野 サヤ（）
演 - 市原菜夏
教祖の傍に仕える少女。

### X（エックス）
食糧を強奪するため、各地を襲撃し殺戮を繰り返す集団。殺害した人やゴーレムに「X」の文字を刻むことからエックスと呼ばれるようになる。
実態は某国から派遣されてきた兵士たちであり、母国への帰還を切望している。戦闘能力が高い。ゴーレムウイルスを軍事利用するため、ゴーレムのサンプルを採取している。
全員日本名を名乗っており日本語を話す。
イナバ
演 - 水石亜飛夢
“X”のリーダー。計算高く冷酷であり、仲間を謀殺することも厭わない。
郷田
演 - 栗田芳宏
病床にある年配の男性。重病にありながら、ある秘密を持っており、組織の主導権を握っている。
カイ
演 - キム・ジェヒョン
“X”のメンバーで山刀を使う剣術の達人。ミンジュンとよく似た容姿を持つ。
ヤシロ
演 - 高梨将
"X"の中心メンバー。

## キャスト（入門編）
エース
演 - 柄本時生
トランシーバーで各地にいるハンター仲間と交信しながらゴーレムを狩り、世界中を旅している。手製の罠を使ってゴーレムを狩ることを得意としている。
レイナ
演 - 泉里香
ゴーレムに襲われていたところを響たちに助けられ、以降行動を共にする。
一ノ瀬稜
演 - 小宮璃央
一ノ瀬リゾートの経営者で、リゾートに集まる若者パリピ集団のリーダー。
ローズ
演- トリンドル瑠奈
エースがオンラインゲーム上で出会い、密かに想いを寄せていた女性。一ノ瀬リゾートで暮らしており、そこへ来たエースと初めて対面する。
小西
演 - きづき
一ノ瀬リゾートで暮らす。
トモ
演 - シルクロード（フィッシャーズ）
役名不明
演 - 阿佐辰美
演 - 宮下咲
演 - 内藤正記
演 - モトキ（フィッシャーズ）
演 - ダーマ（フィッシャーズ）
一ノ瀬リゾートで暮らす若者たち。

## キャスト（Season4）

### 新山財団グループ
新山明日葉
演 - 玉城ティナ
新山財団会長の娘。「汝の隣人を愛せよ」という言葉を信条にしている。
加州宗一（）
演 - 溝端淳平
新山財団幹部。会長とのかつての約束を守り明日葉を支える。明日葉の命令には必ず従う一方で彼女を傷つけようとする者を敵とみなし容赦なく倒す冷静沈着な一面を持ち合わせる。
折田幹夫
演 - 橋本じゅん
新山財団グループに属する元会計士で偵察隊の一員。第1話で陸斗に弓で眉間を貫かれ死亡。
日浦健太
演 - 徳重聡
新山財団グループに属する元格闘家。第5話で女性たちに銃撃され死亡。
野坂ゆら
演 - 佐野ひなこ
新山財団グループに属し、明日葉を慕う元OL。裏切り行為を行いながらも明日葉たちとともにユートピアに入場する。
新山大地
演 - 大西利空
明日葉の弟。第4話で陸斗に腹部を刺され死亡。
内海純（）
演 - 弓削智久
新山財団グループに属する元医師。
泉浩紀
演 - 遠藤雄弥
新山財団グループに属する元セールスマン。
柳川桃子
演 - 鈴木たまよ
新山財団グループに属する元看護師。
畠山正明
演 - 岩戸秀年
新山財団グループに属する生存者。

### 刑務所の囚人
下村海斗
演 - 前田公輝
明日葉が拠点とする刑務所に収監されていた囚人。冷淡で狡猾な元詐欺師。
下村陸斗
演 - 姜暢雄
海斗の兄で元殺人犯の囚人。
小高ルカ
演 - 守屋茜
陸斗の恋人で一緒に収容されている囚人。
仁志ワタル（）
演 - 柾木玲弥
元空き巣の囚人。
大熊秀彦
演 - 野村祐希
元強盗犯の囚人。

## スタッフ
- 脚本 - 池田奈津子、丑尾健太郎
- 演出 - 菅原伸太郎、中茎強、久保田充、保母海里風
- 特殊メイク造型ディレクター - 石野大雅
- 感染症監修 - 上昌広、真下知士
- 音楽 - Slavomir Kowalewski、A-bee
- 主題歌 - 菅田将暉「星を仰ぐ」（Epic Records Japan）[42]
- 挿入歌 - 安田レイ「Not the End」（SME Records）
- 自衛隊監修 - 越康広
- 自衛隊指導 - 長谷部浩幸
- 弓道指導 - 弓馬術礼法小笠原流
- 劇中料理 - 赤堀博美
- レシピ監修 - 鳥羽周作
- VFX - Spade&Co.（スペード・アンド・カンパニー）
- アクション監督 - 柴原孝典
- ガンエフェクト - 早川光
- カースタント - タカハシレーシング
- チーフプロデューサー - 加藤正俊、茶ノ前香
- プロデューサー - 鈴木亜希乃、鬼頭直孝、伊藤裕史
- 協力プロデューサー - 白石香織
- 制作 - 福士睦、長澤一史
- 制作協力 - 日テレアックスオン
- 制作著作 - 日本テレビ、HJ Holdings,Inc

## 放送・配信日程
上記の通り、Season1（全10話）が日本テレビ系列の地上波で放送された後、Season2（全6話）・Season3（全6話）がHuluで配信された。
Season 1
- 2021年1月17日 - 3月21日、全10話。
- 日本テレビ系の地上波で放送。

| 話数                                                                        | 放送日  | ラテ欄[43]                                     | 演出       | 視聴率[44] |
| --------------------------------------------------------------------------- | ------- | ---------------------------------------------- | ---------- | ---------- |
| 第1話                                                                       | 1月17日 | 俺が絶対守る人間vsゾンビ!! 命がけで挑む闘い    | 菅原伸太郎 | 8.4%       |
| 第2話                                                                       | 1月24日 | 絶対見捨てない仲間がゾンビに!? 迫る決断の時!!  | 菅原伸太郎 | 8.2%       |
| 第3話                                                                       | 1月31日 | 裏切り者は誰!? 生死を賭けた人質交換 必ず救う!! | 中茎強     | 8.0%       |
| 第4話                                                                       | 2月07日 | ついに会える!? 引き裂かれた恋人たち反撃開始!!  | 中茎強     | 8.4%       |
| 第5話                                                                       | 2月14日 | 生き残るためにもう手段は選ばない!! ゆがむ正義  | 久保田充   | 7.2%       |
| 第6話                                                                       | 2月21日 | 今夜真実が明らかに!! 敵地に乗り込み見たものは  | 久保田充   | 7.1%       |
| 第7話                                                                       | 2月28日 | 死なせない!! 仲間のゾンビ化を止める最後の賭け  | 菅原伸太郎 | 7.1%       |
| 第8話                                                                       | 3月07日 | 探し続けた恋人が敵に…!! 憎しみ募る残酷な再会   | 中茎強     | 7.1%       |
| 第9話                                                                       | 3月14日 | もう一度会いたい!! 希望をつなぐ最後の人質交換  | 菅原伸太郎 | 7.8%       |
| 最終話                                                                      | 3月21日 | すべての謎が明らかに!! なぜゾンビは生まれた    | 菅原伸太郎 | 8.4%       |
| 平均視聴率 7.7%（視聴率はビデオリサーチ調べ、関東地区・世帯・リアルタイム） |         |                                                |            |            | 新シリーズ（Season 3）が2022年2月25日(金)から配信スタートするため、2022年1月18日(火)深夜からSeason 1を日本テレビで再放送した。

Season 2
- 2021年3月21日 - 4月25日、全6話。
- Huluで配信。

| 各話   | 配信日  | 演出 |
| ------ | ------- | ---- |
| 第1話  | 3月21日 |      |
| 第2話  | 3月28日 |      |
| 第3話  | 4月04日 |      |
| 第4話  | 4月11日 |      |
| 第5話  | 4月18日 |      |
| 最終話 | 4月25日 |      |

Season 3
- 2022年2月25日 - 4月1日、全6話。
- Huluで配信。

| 各話   | 配信日  | 演出 |
| ------ | ------- | ---- |
| 第1話  | 2月25日 |      |
| 第2話  | 3月04日 |      |
| 第3話  | 3月11日 |      |
| 第4話  | 3月18日 |      |
| 第5話  | 3月25日 |      |
| 最終話 | 4月01日 |      |

Season 4
- 2023年3月19日 - 、全6話。
- Huluで配信。

| 各話  | 配信日  | 演出 |
| ----- | ------- | ---- |
| 第1話 | 3月19日 |      |

Season 5
- 2024年2月9日 - 、全5話。
- Huluで配信。

| 各話  | 配信日 | 演出 |
| ----- | ------ | ---- |
| 第1話 | 2月9日 |      |

## 映画
『劇場版 君と世界が終わる日に FINAL』（げきじょうばん きみとせかいがおわるひに ファイナル）と題して、東宝配給で2024年1月26日に公開された。主演は竹内涼真。

### キャスト
- 間宮響 - 竹内涼真[9]
- 柴崎大和 - 高橋文哉[9]
- 羽鳥葵 - 堀田真由[9]
- 天城ジン - 板垣李光人[45]
- 藤丸礼司 - 窪塚愛流[45]
- 松山寿人 - 橘優輝[45]
- 謎の女性 - 吉柳咲良[46]
- 間宮ミライ - 英茉
- 首藤シンジ - 須賀健太[46]
- 芹澤龍平 - 味方良介[46]
- 加地裕也 - 黒羽麻璃央[45]
- 西条玄 - 吉田鋼太郎[46]
- 天城レン - 菅田将暉（特別出演）[47]

### スタッフ
- 監督 - 菅原伸太郎
- 脚本 - 丑尾健太郎
- 音楽 - 植田能平、會田茂一、ノグチリョウ、Slavomir Kowalewski、A-bee
- 主題歌 - 菅田将暉『谺する』
- 挿入歌 - 安田レイ「Ray of Light」（SME Records）[48]
- 製作 - 桑原勇蔵、松本達夫、菅井敦、市川南、高谷和男、松本拓也、桑原佳子、加藤幸二郎、小林栄太朗
- エグゼクティブプロデューサー - 飯沼伸之、田中宏史、三上絵里子、長澤一史
- プロデューサー - 鈴木亜希乃、伊藤裕史、白石香織、櫛山慶
- 撮影 - 高原晃太郎
- 照明 - 稲村洋幸
- Bカメラ - 宮澤一央
- DIT - 熊倉智大
- 録音 - 野崎秀人
- アクションコーディネート - 柴原孝典
- 美術 - 小池寛
- 美術デザイン - 山本聡、内田哲也、宇都宮太一
- キャラクターデザイン - 前田勇弥
- ヘアメイク - 三好啓子
- 特殊メイク造形ディレクター - 石野大雅
- 編集 - 堀善介
- VFXスーパーバイザー - 堀尾知徳
- サウンドデザイン - 泉清二
- 記録 - 井手希美
- 協力プロデューサー - 小布施顕介
- スケジューラー - 山下司
- 監督補 - 山田信義
- 制作担当 - 由利芳伸
- 製作委員会 - 日本テレビ、ホリプロ、東宝、Hulu、読売テレビ、バップ、日テレアックスオン、テンカラット、STV、MMT、SDT、CTV、HTV、FBS
- 製作幹事 - 日本テレビ
- 制作協力 - HJホールディングス
- 製作プロダクション - 日本テレビ、日テレアックスオン
- 配給 - 東宝

## 用語
ゴーレムウイルス（ゴーレムウィルス）
劇中世界に存在する架空のウイルス。封鎖区域となった三浦半島に蔓延しており、感染者を生ける屍に変貌させる。日韓新興感染症対策機構により、感染者はゴーレムと呼称されている。ゴーレムに噛みつかれることでウイルスが感染し、噛まれた人間もゴーレムと化す。
ゴーレムの語源は、ワクチンを餌にすれば人々を自在に操る「あやつり人形」にできることであると首藤が来美に説明している（S1-9）。